# Ihor Rybak
Ihor Mychajlovytj Rybak (ukrainska: Ігор Михайлович Рибак), född 21 mars 1934 i Charkiv, död 28 september 2005 i Charkiv, var en sovjetisk tyngdlyftare.
Rybak blev olympisk guldmedaljör i 67,5-kilosklassen i tyngdlyftning vid sommarspelen 1956 i Melbourne.